# Vladimír Hopka
Vladimír Hopka (rod. Ugróczi; 25. března 1937 Skároš – 13. února 2025) byl československý a slovenský sportovní plavec a vodní pólista.

## Sportovní kariéra
Narodil se do rodiny slovenského pohraničníka jako Vladimír Ugróczi. Rodina však záhy přijala příjmení jeho dědy Hopka. Dětství strávil v Záhorské Vsi na německo(raukousko)-slovenské hranici. Jelikož Záhorská Ves byla u řeky, naučil se již v útlém věku plavat v řece Moravě. V roce 1950 se s rodinou přestěhoval do Bratislavy pár metrů od lázní Grössling. V začátcích se rozhodoval mezi vodním pólem a plaváním. Závodně začal plavat v roce 1954 na v univerzitním sportovním oddíle Slavia VŠ(UK) pod vedením Oto Urbana. Vodní pólo pod trenérem Edo Szombathem.
Pro plávání se definitivně rozhodl v roce 1957 po olympijských hrách v Melbourne. Specializoval se na plaveckou techniku motýlek, u které bylo v roce 1954 pravidly povoleno charakteristické vlnění. V rozhodování pro plaveckou dráhu hrál roli i nový intervalový tréninkový systém, který mu přišel zajímavější než původní – dřív se jen plavalo, plavalo a plavalo. V roce 1961 popsal pro týdeník Stadion svůj tréninkový plán pro přípravu na olympijskou sezónu 1960: „V přípravném období střídám od pondělí až do soboty obden běh s činkou. V neděli odpočívám. Po běhu a před činkami uvolněně plavu. V hlavním závodním období přichází na pořad dvoufázový trénink. Ráno si dám na rozplavání asi 800 m všemi způsoby, pak si zacvičím různé cviky na posílení rukou a nohou, případně přidám dýchací cvičení. Doplavání asi 2000-2500 m. Všechno dohromady zabere tak 2 h. Po kratším odpočinku následuje cvičení na suchu s expandéry, medicinbalem a gymnastickými cviky pro břišní svaly. Po odpoledním odpočinku mám sprinterský trénink. K rozplavání mi stačí 400 m. Po ní intervalově 16× až 30× 50 m naplno s 30 sekundovým vydýcháním nebo 8× až 10× sprint na 100 m, někdy i 5× po sobě v plném tempu 200 m. Poté ještě kombinuju pod vedením trenéra různé vzdálenosti a časové intervaly. Nakonec na doplavání 200 až 400 m.“ V tréninku mu jako sparingpartner pomáhal jeho mladší bratr Fero a jeho původem české manželka Eva (roz. Králová)
Jeho urostlá postava a styl plavání byl po bazénech pověstný, svého času se nesla legenda „zasáhne-li tě Hopkova paže při motýlku, příbuzní mohou hledat v telefonním seznamu číslo pohřebního ústavu“. Plaval kratší tratě na 50 a 100 m, kdežto na velkých závodech v 50 m bazénu se plaval pouze dlouhý motýlek na 200 m. Ten kvůli své tělesné konstituci kondičně nezvládal – po 150 m mu ztuhla ramena a byl rád, že doplaval do cíle. V roce 1960 nesplnil nominační kritéria pro start na olympijských hrách v Římě. Poslední šanci jak jet do Říma měl s polohovou štafetou 4×100 m, kterou však vedení ČSTV nakonec nenominovalo.

### Evropský a světový rekord
11. března 1961 na mezinárodních závodech v kryté hale v Lipsku překonal v 50 m bazénu na 100 m motýlek časem 1:01,2 o šest desetin evropský rekord Itala Fritze Dennerleina. Stal se prvním slovenským držitelem evropského rekordu v plavání. Zároveň se zařadil na dělené 8. místo světových tabulek. Držitelem světového rekordu byl v březnu 1961 Američan Lance Larson časem 58,7 s. Evropský rekord nebyl dílem náhody, ale do Lipska šel s cílem rekord pokořit – v Československu tehdy nebyl v provozu krytý bazén s 50 m dráhou. První pokus o překonání rekordu 9. března v Lipsku mu nevyšel. Časem 1:02,0 zaostal za rekordem o dvě desetiny.
28. ledna 1962 na mezinárodních závodech v kryté hale v Brémách zaplaval nejlepší evropský čas v 25 m bazénu na 100 m motýlek časem 1:00,3. Mezinárodní plavecká federace resp. Evropská plavecká federace (LEN) v roce 1961 neuznávali od roku 1957 světové a evropské rekordy zaplavané v jiném než 50 m bazénu. Později koncem 80. let, když začalo oficiálně plavat v mezinárodním měřítku i v 25 m bazénu se zpětně dohledávaly nejlepší časy na jednotlivých tratích. Zjistilo se, že Hopkův čas z ledna 1962 byl tehdy světovým rekordem.
V roce 1962 startoval v srpnu na mistrovství Evropy ve východoněmeckém Lipsku, v místě kde před rokem a půl překonal evropský rekord a jehož byl stále platným držitelem. Do Lipska cestoval v prvé řadě jako člen štafety na 4×100 m volný způsob a polohové štafety. Zúčastnil se i závodu na 200 m motýlek, ale z 24 startujících skončil předposlední. S polohovou štafetou obsadil ve finále 6. místo a se štafetou volným způsobem skončil na 8. místě. Pár dní po mistrovství Evropy překonal jeho evropský rekord na 100 m motýlek o dvě desetiny Maďar József Gulrich.
Od roku 1963 však u něho nastala stagnace a pokles výkonnosti. V pořadu České televize Sportovní legendy uvedl, že se dnešními slovy cítil jako sportovec vyhořelý. Ke všemu dokončoval studium vysoké školy – vystudoval strojírenskou fakultu SVŠT (dnešní STU) se specializací na chemické stroje. Na podzim 1963 nastoupil povinnou roční vojenskou službu a vypustil přípravu na olympijské hry v Tokiu, kde stále ještě nebyla zařazena jeho hlavní trať 100 m motýlkem. V roce 1965 se krátce k závodnímu plavání vrátil jako člen oddílové štafety Slávie UK.
Po skončení sportovní kariéry pracoval na SVŠT jako odborný asistent. Později jako středoškolský profesor na dopravní, strojní průmyslovce a gymnáziu. U plavání zůstal jako rozhodčí.